# گرانادا (مینه‌سوتا)
گرانادا، مینه‌سوتا (به انگلیسی: Granada, Minnesota) یک شهر در ایالات متحده آمریکا است که در شهرستان مارتین واقع شده‌است.

## خصوصیات
گرانادا ۱٫۵۳ کیلومترمربع مساحت و ۳۰۳ نفر جمعیت دارد و ۳۴۲ متر بالاتر از سطح دریا واقع شده‌است.